# Phrynichidae
Phrynichidae es una familia en Arachnida, con más de 30 especies descritas.

## Distribución
Las especies de esta familia habitan en África, el sur de Asia y América del Sur.

## Géneros
- Damoninae Simon, en Fage & Simon 1936
  - Damon C. L. Koch, 1850
  - Musicodamon Fage, 1939
  - Phrynichodamon Weygoldt, 1996
- Phrynichinae Simon, 1892
  - Euphrynichus Weygoldt, 1995
  - Phrynichus Karsch, 1879
  - Trichodamon Mello-Leitao, 1935
- subfamilia indefinida
  - Xerophrynus Weygoldt, 1996